# モリタ (鉄道模型メーカー)
有限会社モリタ（Morita INC.）はかつて存在した日本の鉄道模型部品メーカー。群馬県邑楽郡に製造拠点たる館林工場があった。鋳造技術全般を有しており、釣り具や装身具の製造も請け負っていた。

## 概要
鉄道模型メーカー各社から委託されてホワイトメタル部品、ロストワックス部品、挽物部品の製造を請け負っていた。自社ブランドの製品はNゲージが中心で、貨車キット、スポーク車輪やベンチレーター等のパーツの他、鉄道色の塗料があった。
2019年3月29日をもって廃業し、本業のホワイトメタル鋳造業務のみ元社員の立ち上げた企業が引き継ぐと表明した。

## 主なNゲージ製品
大半の貨車キットは車体がホワイトメタル製であり、木造車種についてはエッチングでは表現不可能な木目模様が施されているのが特色。付属の車輪と車軸は挽物による完全自社製となっている。
- ト1
- ワム3500
- セラ1
- トキ900
- タキ2000 （関水金属製タキ3000を利用）
- ワム480000 （これのみプラスチック成型品）
- 各種車輪 （スポーク車輪・穴付プレート車輪・波打車輪ほか）
- 室内用ウエイト （クロスシート・リクライニングシート・ロングシート・ハネ寝台ほか）
- ベンチレーター （グローブ型・急行型角形・301系角形・西武用角形・モハ90用・10系寝台用・食堂車用半ガーランド式ほか）
- 鉄道色塗料 （Mr.カラー薄め液適合。JRFレッド・クリーム2号・クリーム3号・ぶどう色1号・とび色2号・赤11号・赤13号・淡緑5号・淡緑6号・朱色4号・青2号・青15号・灰色8号ほか）